# Tyto almae
Tyto almae — вид совоподібних птахів родини сипухових (Tytonidae). Описаний у 2013 році.

## Поширення
Ендемік Індонезії. Поширений на острові Серам.

## Історія відкриття
Птах вперше був сфотографований у 1987 році, але перший птах спійманий лише 10 лютого 2012 року. Вид названо на честь Альми Йонссон, доньки Кнуда Андреаса Йонссона, одного з авторів таксону.

## Опис
Єдиний досліджений птах сягав 31 см завдовжки та важив 540 г. Оперення вохристо-помаранчеве. Лицьовий диск світло-рожевий, темніший навколо очей.